# Gut Lage
Gut Lage ist der Name eines Ortsteils von Essen (Oldenburg) im südoldenburgischen Landkreis Cloppenburg in Niedersachsen, zugleich aber auch des namensgebenden Ritterguts in der Ortschaft.

## Ortschaft
Gut Lage ist ein Ortsteil im äußersten Osten der Gemeinde Essen (Oldenburg). Die Ortschaft grenzt im Westen an die Essener Ortsteile Addrup und Uptloh, während sie im Norden, im Osten und im Süden vom Landkreis Vechta (Gemeinde Bakum und Stadt Dinklage) umschlossen wird. Im Norden markiert der Fladderkanal, im Süden die Lager Hase die Grenze zum Landkreis Vechta. Gut Lage hat 32 Einwohner.
Den Bereich westlich der Dinklager Straße (Kreisstraße K280) – mithin die westliche Hälfte des Ortsteils – nimmt nahezu vollständig der Lager Busch ein, ein Waldgebiet, das nach Norden vom Fladderkanal und nach Süden von der Lager Hase begrenzt wird. Neben dem Herrenhaus samt Park steht in Gut Lage noch ein Wohn- und Wirtschaftsgebäude unter Denkmalschutz.

## Rittergut

### Geschichte des Guts
Erste namentlich bekannte Eigentümerin des 1175 erstmals erwähnten Gutes Lage war die Adelsfamilie von Pennethe, auch von Pente genannt, aus der Gegend von Bramsche, die das Gut 1306 gegen Eigenbesitz in Pente vom Kloster Malgarten bei Bramsche eintauschte. Vermutlich hat Hermann von Pennethe, der Burgmann von Quakenbrück und Vechta war, um 1350 eine Burg zu Lage erbaut. In der zweiten Hälfte des 14. Jahrhunderts erbte die Familie von Lutten das Gut. Über Dorothea von Lutten, verheiratet mit Sigismund von Rochow, erhielt Anfang des 18. Jahrhunderts die Familie von Rochow das Gut. Nach ihrem Aussterben ging das Gut 1810 an die Familie des Landrats des Amts Cloppenburg, Ernst Conrad von Rössing über. Der letzte männliche Namensträger der Linie „zu Lage“, Wolf-Burghardt von Rössing, starb im Jahr 1940. Nachdem das Gut 1948 an eine bürgerliche Familie veräußert worden war, erwarb 2004 ein Quakenbrücker Unternehmer das Herrenhaus. Auf dem evangelischen Friedhof Wulfenau befindet sich eine Grabanlage, in der ehemalige Bewohner des Herrenhauses von Gut Lage aus der Familie von Rössing beigesetzt sind.

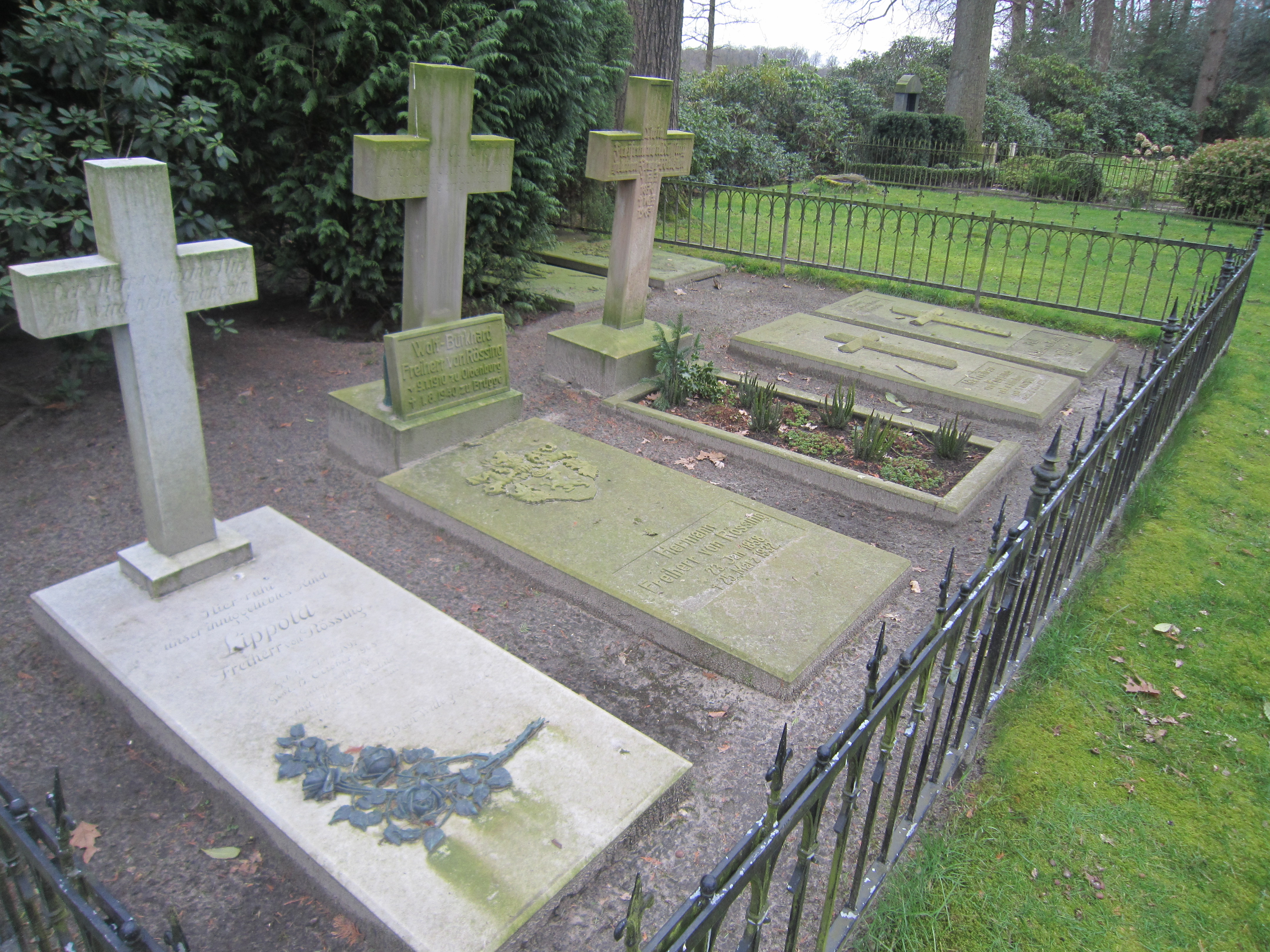
Grabstätte der Familie von Rössing (zu Lage) auf dem evangelischen Friedhof Wulfenau

### Gestaltung des Herrenhauses und seines Umfelds
Zu Beginn des 17. Jahrhunderts wurde die Burganlage durch einen dreiflügeligen Herrensitz ersetzt. Sein mittlerer Teil bestand aus einem Steinwerk, das auf den Fundamenten des ehemaligen Kernbaus der Burganlage errichtet wurde.
Das heute existierende Herrenhaus wurde 1844 auf den Fundamenten eines Vorgängerbaus als eingeschossiger Bau mit Souterraingeschoss errichtet. 1882 erhielt das Bauwerk ein weiteres Stockwerk und ein neues Walmdach, 1907 einen Westanbau mit Treppenhaus. Zwischen den einzelnen Erweiterungen wurden im Inneren des Hauses Umbauten durchgeführt. Nach dem Verkauf des Herrenhauses durch die Familie Rössing stand das Gebäude ab Mitte der 1960er Jahre rund 40 Jahre lang leer und verfiel.
Nach Erwerb des Gutes mitsamt 191 Hektar Grundbesitz – davon 86 Hektar Forst (Lager Busch) – durch besagten Quakenbrücker Unternehmer im Jahre 2004 ließ dieser das Herrenhaus umfassend restaurieren. Zur Anlage im Umfeld des Herrenhauses gehören auch die im Rahmen der Restaurierung gänzlich wiederhergestellte Gräfte sowie die historische Parkanlage mit altem Baumbestand aus der ersten Hälfte des 19. Jahrhunderts.